# Taboada (kommun)
Taboada är en kommun i Spanien. Den ligger i provinsen Lugo i den autonoma regionen Galicien i den nordvästra delen av landet, 400 km nordväst om huvudstaden Madrid. Antalet invånare är 2 601 (2024). Arean är 146,67 kvadratkilometer. Taboada gränsar till Portomarín, Paradela, O Saviñao, Chantada, Antas de Ulla, Monterroso och Rodeiro. 